# جنوب النرويج
جنوب النرويج (بالنرويجية: Sørlandet، وبالإنجليزية: Southern Norway) هي منطقة سكنية تقع في النرويج في أغدر. يقدر عدد سكانها بـ 277,250 نسمة ومساحتها 16,434 كم2.

## معرض صور

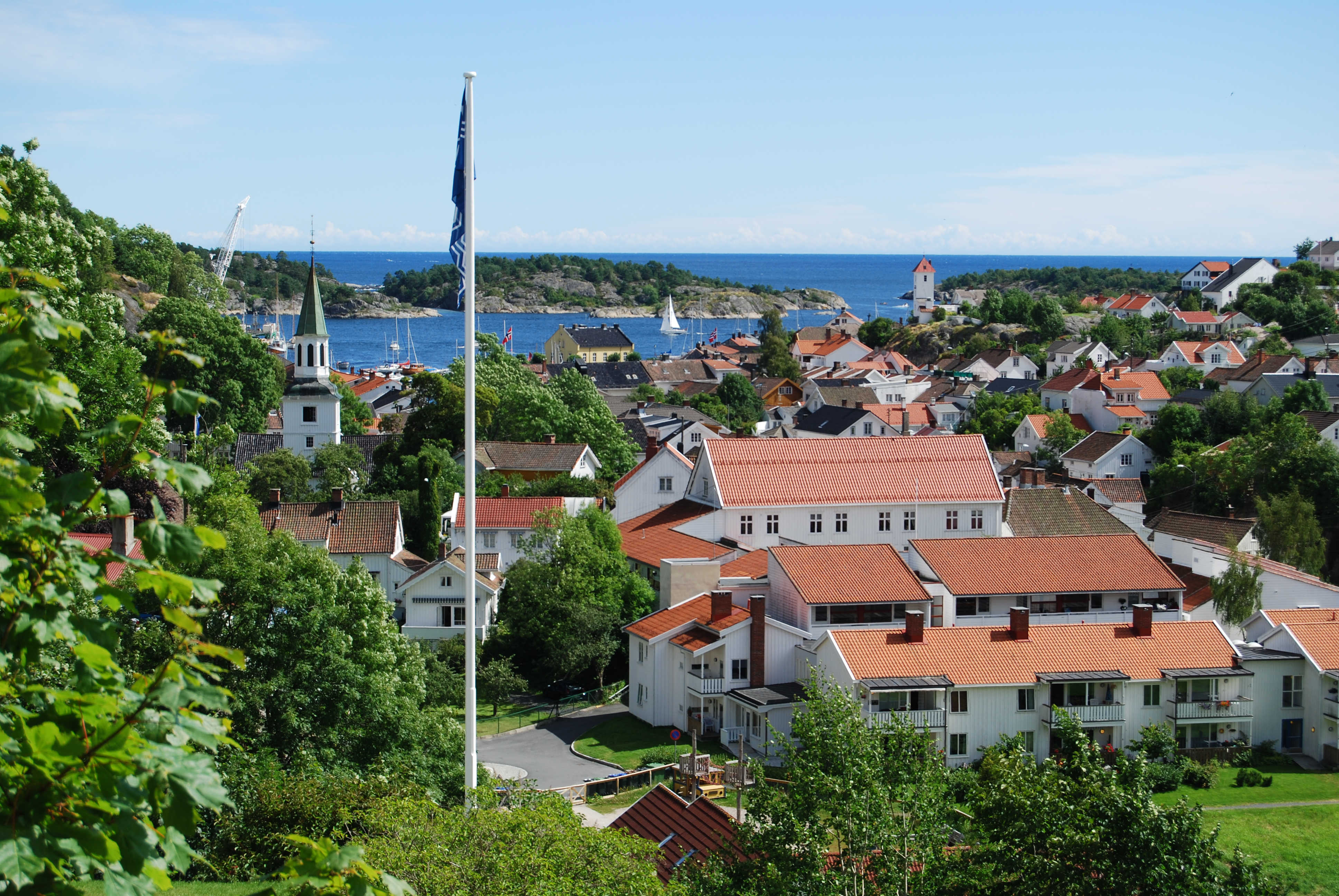
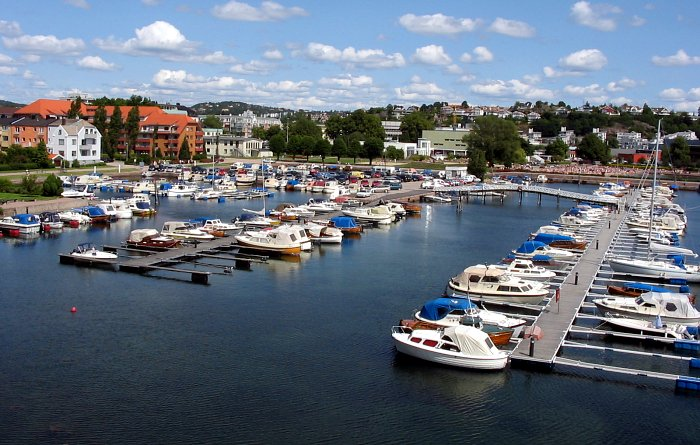
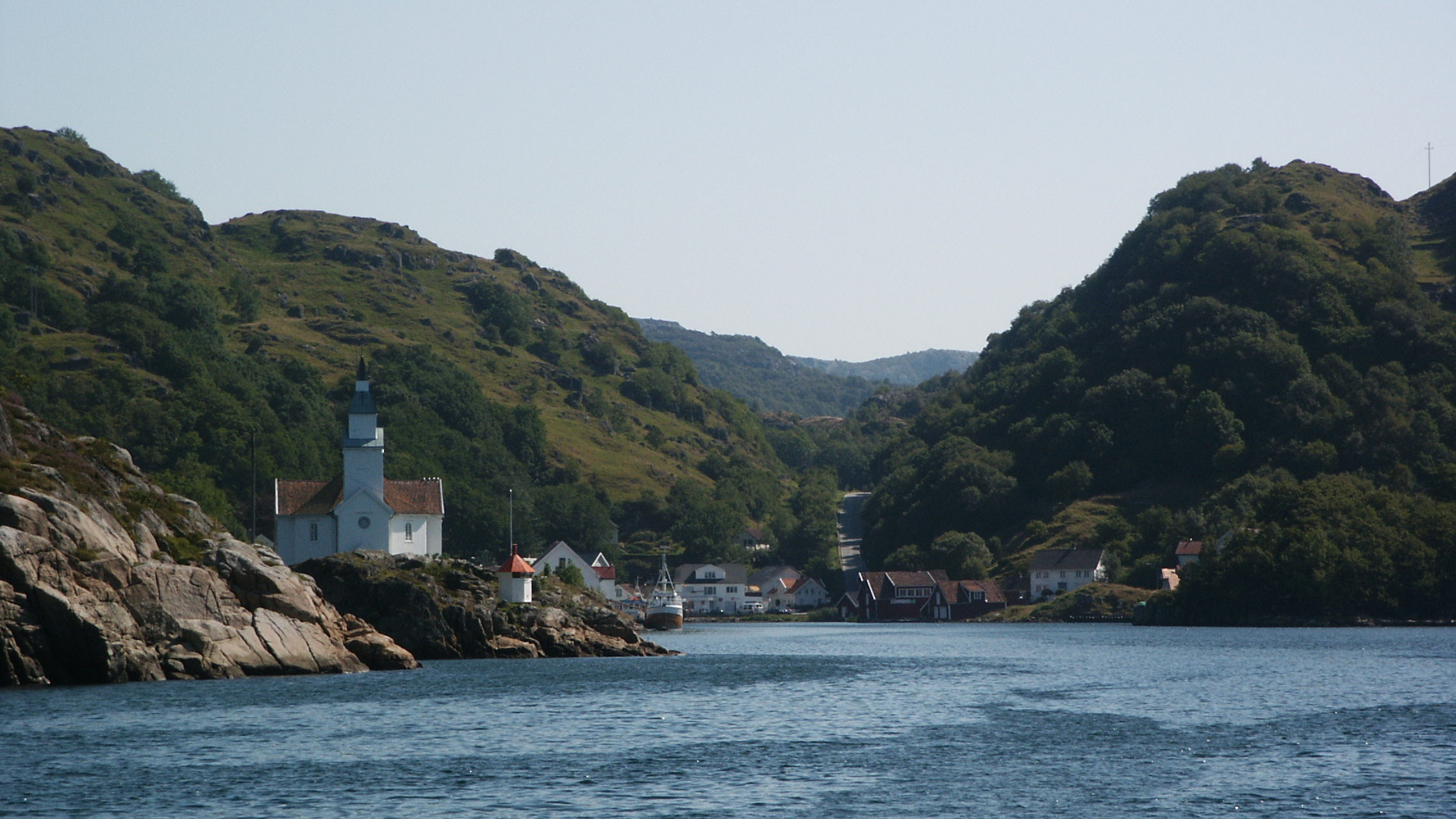
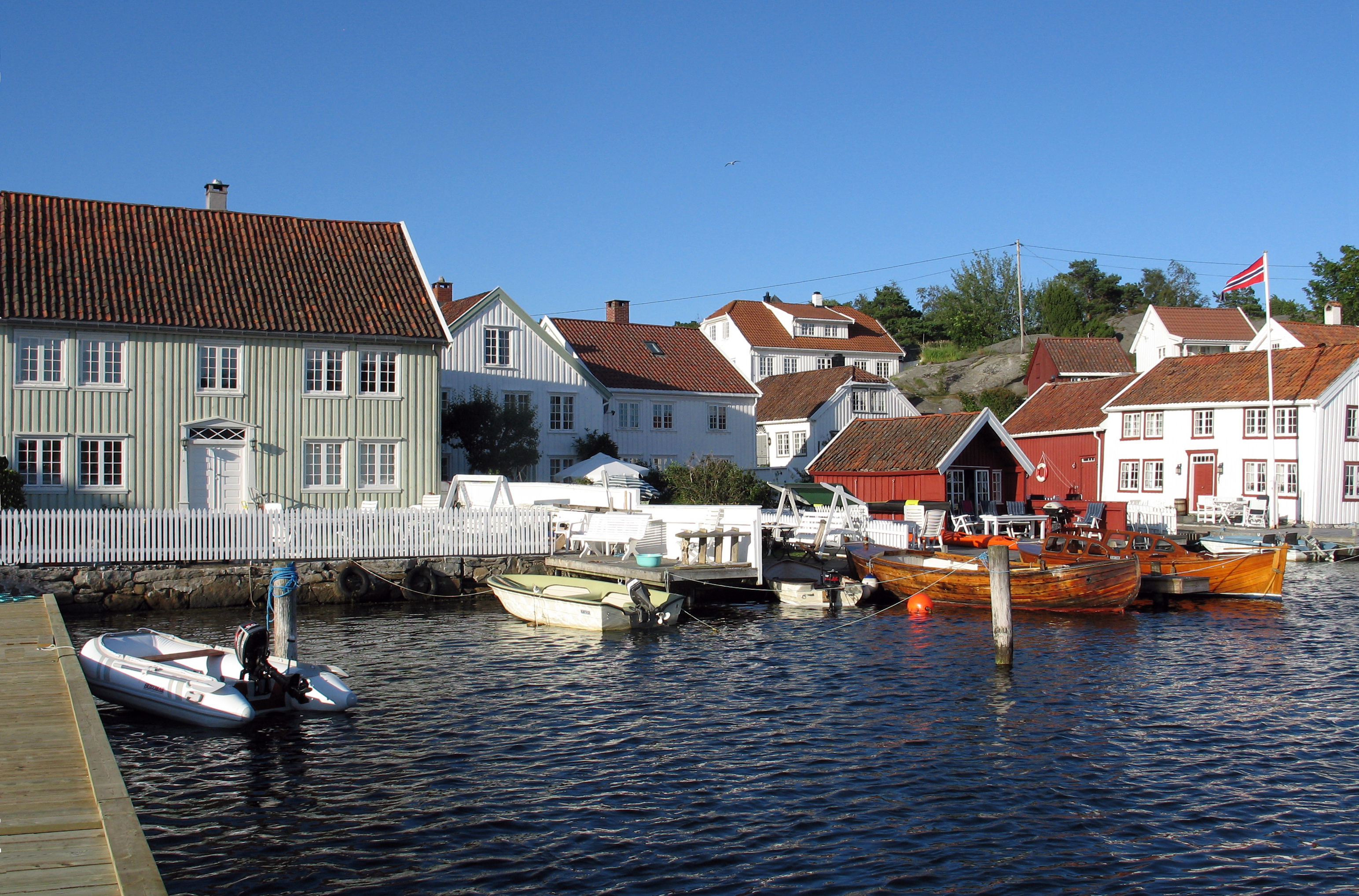
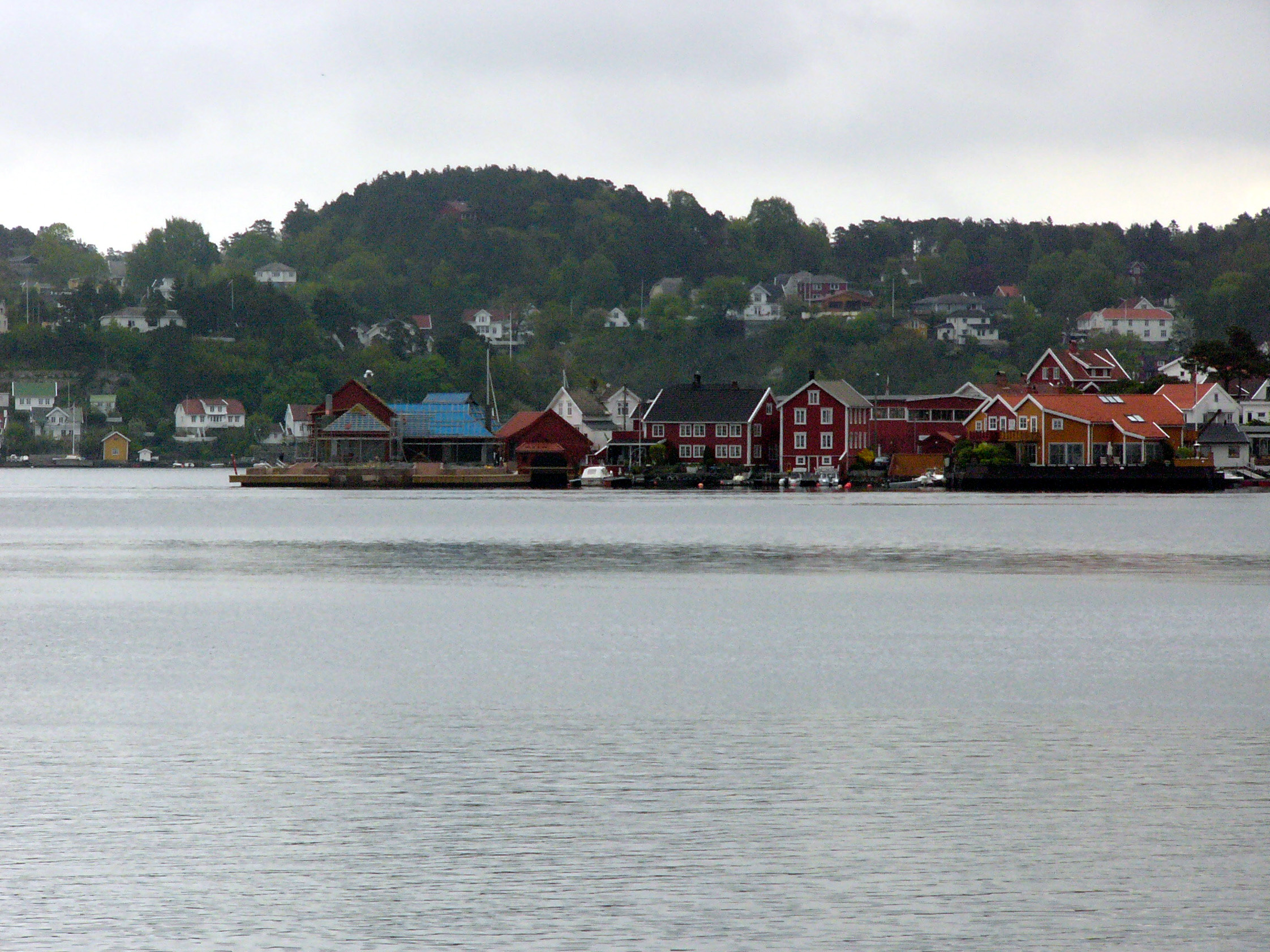
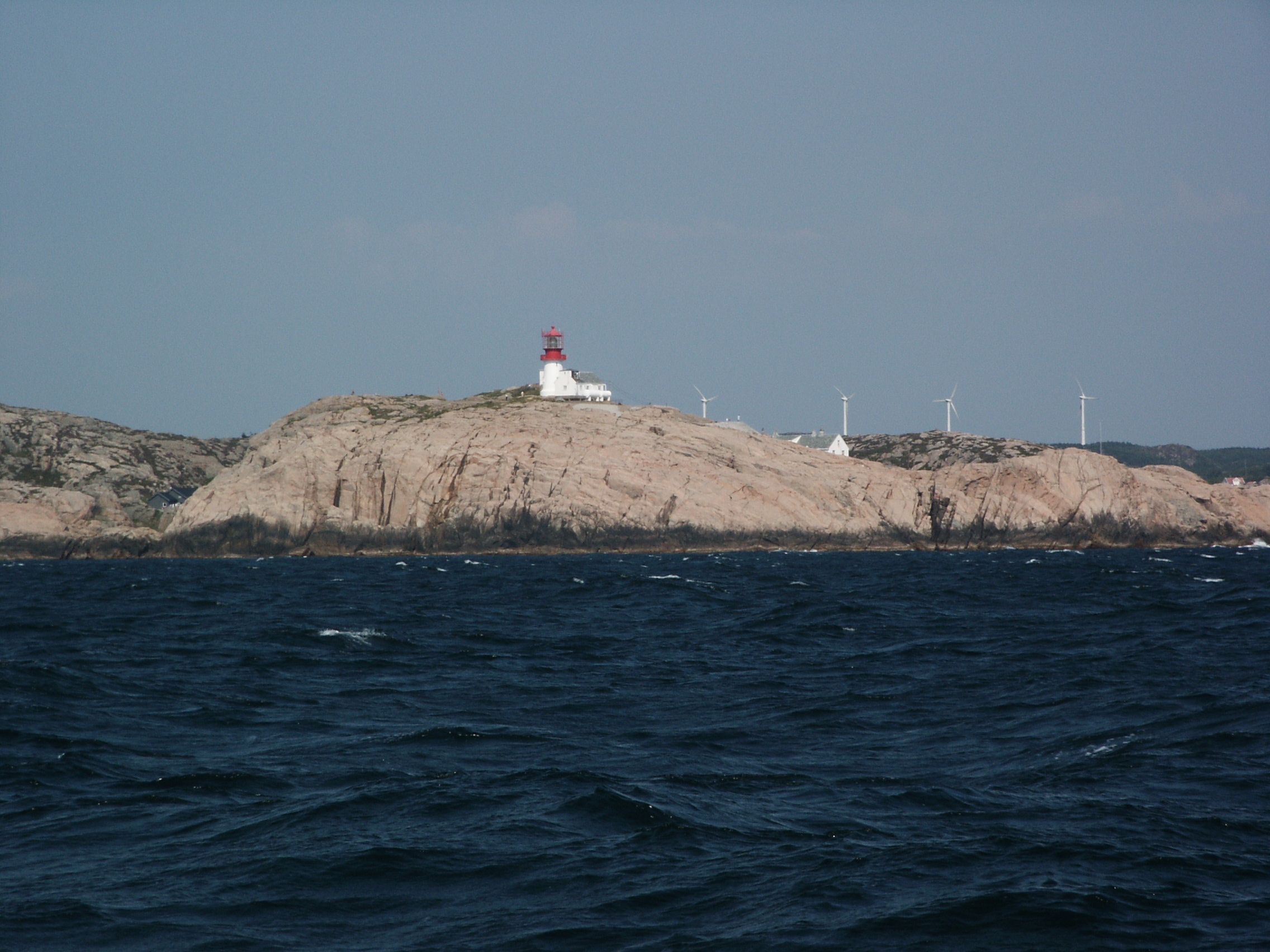